# Jabiru mycteria
La cicogna jabiru (Jabiru mycteria, Lichtenstein 1819), o semplicemente jabiru, è un uccello della famiglia dei Ciconiidae dell'ordine dei Ciconiiformi. È l'unico membro del genere Jabiru. Questo nome è di origine tupi-guaraní e significa "collo rigonfio".
Il nome jabiru è stato usato per indicare anche due uccelli di un altro genere: il becco a sella asiatico (Ephippiorhynchus asiaticus), detto comunemente "jabiru" in Australia, e il becco a sella africano (Ephippiorhynchus senegalensis) dell'Africa sub-sahariana. In particolare, il geroglifico egizio di Gardiner G29, che si ritiene ritragga un E. senegalensis, viene talvolta indicato come "jabiru" nelle liste dei geroglifici.
In portoghese, questo uccello viene chiamato jabiru, jaburu, tuiuiú, tuim-de-papo-vermelho ("tuim collorosso", in Mato Grosso) e cauauá (nel Bacino dell'Amazzonia). Il nome tuiuiú viene anche utilizzato nel Brasile meridionale per indicare il tantalo americano (Mycteria americana).

## Sistematica
Jabiru mycteria non ha sottospecie, è monotipico.
Al genere Jabiru andrebbero attribuiti anche i resti di una cicogna fossile del Tardo Pleistocene del Brasile, in precedenza assegnati al genere Prociconia. I resti di una specie fossile di jabiru non ancora descritta sono stati rinvenuti nella Formazione Codore del Primo Pliocene, vicino a Urumaco, in Venezuela (Walsh & Sánchez 2005).

## Distribuzione e habitat
Vive nelle Americhe, dal Messico all'Argentina, tranne che nelle zone ad ovest delle Ande. È molto comune nella regione brasiliana del Pantanal e nel Chaco Orientale, in Paraguay.

## Descrizione
Lo jabiru è il più alto uccello volatore del Sud- e Centroamerica e spesso raggiunge la stessa altezza del nandù comune, incapace di volare e molto più pesante. Un esemplare adulto è alto di solito 122–140 cm, ha un'apertura alare di 230–280 cm e può pesare fino a 8 kg. I maschi più grandi possono essere alti anche 1,5 m. Il becco, lungo fino a 30 cm, è nero e largo, leggermente rivolto all'insù, e termina con un'estremità appuntita. Il piumaggio è quasi tutto bianco, ma la testa e la zona superiore del collo sono glabri e neri, con una sacca gonfiabile rossa priva di piume alla base. I sessi sono simili, nonostante la femmina sia quasi sempre più piccola del maschio. Sebbene al suolo sia piuttosto sgraziato, lo jabiru è un ottimo ed elegante volatore.

## Biologia
Lo jabiru vive in gruppi numerosi vicino ai fiumi e agli stagni e si nutre di una grande quantità di pesci, molluschi e anfibi. A volte mangia anche rettili, piccoli mammiferi e perfino carogne fresche e pesci morti, così come quelli rimasti all'asciutto nei periodi di siccità, contribuendo così a tenere pulite le pozze d'acqua isolate.
Il nido, fatto di ramoscelli, viene costruito da entrambi i genitori in agosto-settembre (nell'emisfero australe) sugli alberi più alti, ed ogni stagione viene sempre più allargato, fino a raggiungere vari metri di diametro. Sullo stesso albero si possono trovare fino a sei nidi di jabiru, talvolta in compagnia di quelli di aironi e altri uccelli. I genitori covano a turno le 2-5 uova deposte.

## Galleria d'immagini

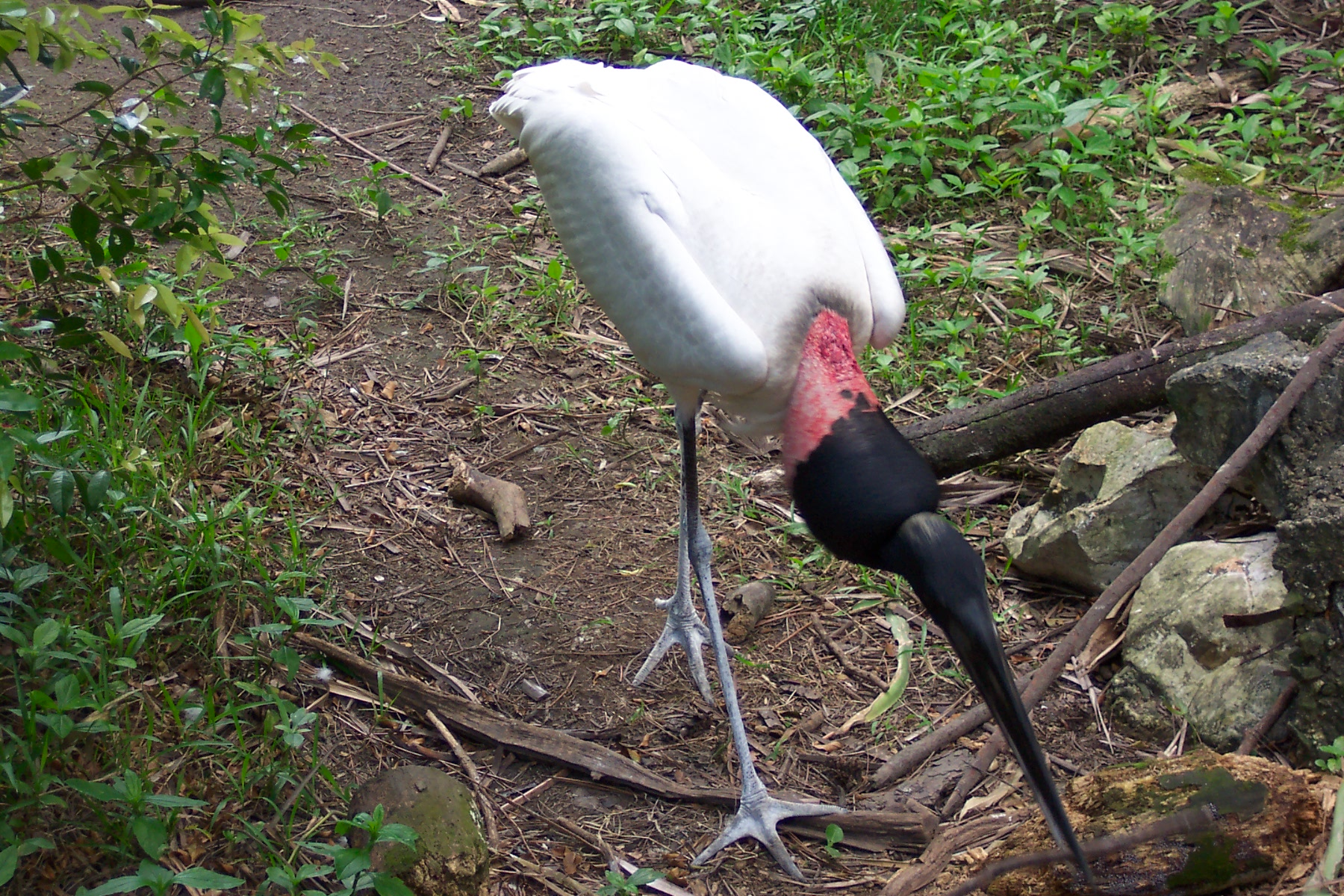
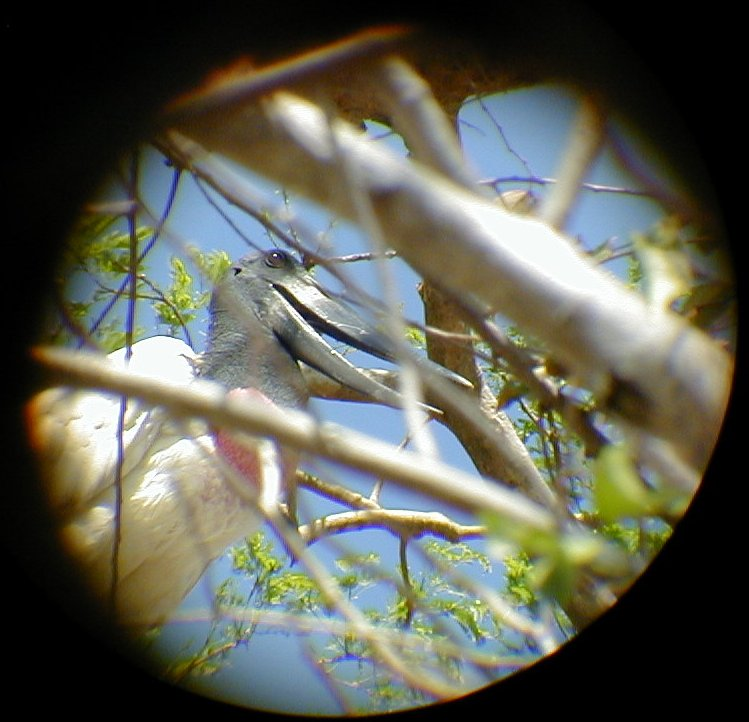